# Szinkronúszás

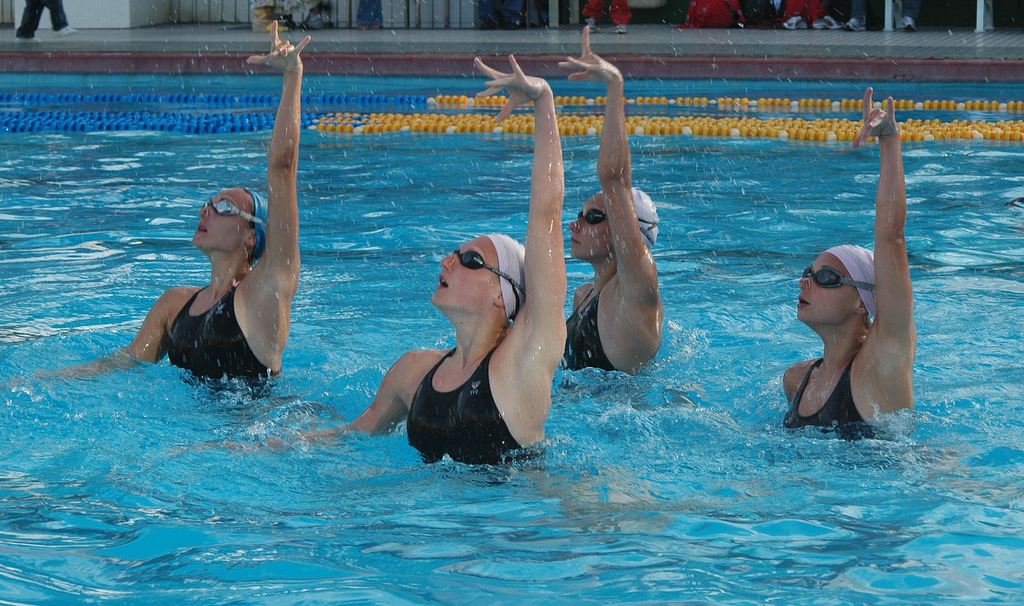
Szinkronúszók verseny közben

A szinkronúszás (más néven műúszás vagy vízibalett) az úszósport azon ága, ahol a vízi versenyzők művészien végrehajtott csoport- vagy egyéni gyakorlatokat mutatnak be zene kíséretében. Az úszás, a balett és a gimnasztika együttesének tekinthető szinkronúszás során a cél az, hogy hajlékony mozgásuk összhangban álljon a kísérő zenével és egymással. A versenyszámok egyéni, páros, csapat- és szabadkombinációs kűrgyakorlatokból állnak, az olimpiákon azonban csak páros és csapatgyakorlatok vannak.

## Története
Már az ókorban műveltek a görögök és rómaiak szinkronúszáshoz hasonló tevékenységet. Ezt részben az ókori vázák bizonyítják, melyeken vízben ábrázolt hölgyeket ábrázoltak közönséggel által körbevéve. Martialis római költő egyik verséből azt is tudni lehet, hogy szórakoztatás céljából a Colosseumot megtöltötték vízzel, melyben nők gyakorlatokat adtak elő.
A mai értelemben vett szinkronúszás – amit akkor még vízi balettnak, művészi úszásnak neveztek – a 19. század végén jelent meg. Az 1890-es években a hölgyek mellett még férfiak is részt vettek a táncban, a vízi balerinák díszes ruhákat, fejdíszeket viseltek, a bemutatóhelyet pedig kínai lampionokkal dekorálták. A sport kezdeti technikája az életmentő mozgásformákból, és az úszástechnikákból alakult ki.
Nők számára az első versenyt 1891-ben Berlinben, a férfiak számára 1892-ben Londonban tartották. A sportág gyorsan elnőiesedett, részben mert a hölgyek versenye népszerűbb is volt, másrészt a férfiak számára a mozgás, főleg a lábtechnikai elemek végrehajtása nehezebb volt, mint a nőknek, így rövid idő múlva a férfiak abbahagyták a sportot. 
A szinkronúszás terjedésével párhuzamosan hamarosan a szinkronúszás megnevezései is újabb elnevezéseket (művészi úszás, díszúszás, mintaúszás, ritmikus úszás, tudományos úszás) kaptak és egyesületek alakultak Ausztráliában, Kanadában, Franciaországban, Németországban és az Egyesült Államokban is.
1907-ben Amerikában is megismerték a szinkronúszást az ausztrál Anette Kellerman személyében - a szinkronúszást ekkor már egyértelműen női sportként jegyezték -, aki a New York-i Hippodrome-ban egy átlátszó üvegmedencében víz alatti gyakorlatokat mutatott be. Mivel a fürdőruhája nem takarta el teljesen a testét, szabadon látható volt a karja, a lába és a nyaka, ezért letartóztatták szeméremsértés miatt. Kellerman ezután változtatott az öltözékén, szoros testhez simuló kezes lábas gallérral ellátott dresszben folytatta a víz alatti balettozás népszerűsítését. Hivatalosan ő számít a szinkronúszás első jelentős képviselőjének. Ez egyben lökést adott a szinkronúszás sportágként való végleges elismertetéséhez. Fiatal lányok tucatjai akartak Anette-re, az első igazi vízi balerinára hasonlítani. Egy évvel később, a londoni Manchester Hotelben megalakult a vizes sportok nemzetközi szervezete, a FINA - nyolc nemzet, a belga, a magyar, a brit, a dán, a finn, a francia, a német és a svéd úszószövetség alapításában -, amely húsz esztendő alatt megötszörözte tagjainak létszámát, és amely a későbbiekben otthont adott a szinkronúszásnak is, egyben komoly szervezeti keretet adva a szakágnak.
Bár már korábban is voltak vízibemutatók, a sportág a húszas években kezdett terjedni az Egyesült Államokban. Katherine Curtis egy vízibalett egyesületet alapított a chicagói egyetemen, 1923-ban. Ezzel egy időben Gertrude Goss az egyetemen Massachusettsben, ahol docensként tanított, bevezeti a műúszást, ritmikus úszás néven. 1934-ben Curtis 60 műúszóval mutatkozik be a chicagói világkiállításon. Norman Ross, olimpiai bajnok gyorsúszó (1920) konferálta be a hölgyeket, ő használta először a szinkronúszás elnevezést.
A sportág igazi népszerűségre a vízirevük világában tett szert. Habár a legtöbbet Curtis és Sellers tette a szinkronúszásért, annak népszerűsítésében egy hollywoodi filmszínésznő játszott szerepet. Esther Williams, aki amerikai gyorsúszóbajnok volt, később, mint filmsztár tette igazán ismertté és népszerűvé a szinkronúszást. Első bemutatóját 1940-ben a San Franciscó-i világkiállításon tartotta, majd vízirevükben és vízi musicalekben (1944-ben volt az első ilyen fellépése) ismerteti meg a sportágat a nagyközönséggel.
A szinkronúszás a világon elsőként Montréalban, a Québec tartományi úszóbajnokságon volt önálló versenyszám 1924-ben. Ez volt egyben az első tengerentúli verseny. A győztes Peg Sellers kanadai búvár és vízilabdázó lett, aki 1926-ban az első hivatalos országos műúszó bajnokságot is megnyerte. Az 1930-as évek legjobb szinkronúszójaként szinte minden érmet megnyert nemzetközi versenyeken.
A sportág amerikai elterjedéséért nemcsak versenyzőként, hanem szakemberként is sokat tett. 1938-ban a sportág első női elnöke lett Québecben, 1952-ben pedig megírta a szinkronúszás hivatalos szabálykönyvét.
A nyári olimpiai játékok programjában először 1984-ben szerepelt.
2014-ben a FINA engedélyezte férfiak indulását is. A 2015-ös úszó-világbajnokságon megrendezték a vegyes párosok versenyét is. 2021-ben az elképzelések szerint, már a csapatversenyben is szerepelhetnek férfiak.